# La Jornada
Pour les articles homonymes, voir Jornada.
La Jornada est un quotidien mexicain de format tabloïd publié à Mexico depuis 1984, il occupe la septième place au niveau national pour son tirage. Sa ligne éditoriale se situe à gauche.
La directrice du journal est Carmen Lira Saade. Elle a succédé à Carlos Payán Velver.
Les ventes de ce quotidien atteignent 35 000 à 40 000 exemplaires en 2010 (Esto : 150 000), le nombre de lecteurs étant estimé à 287 000 en 2002. Ces chiffres restent des estimations, en l'absence de tout organisme indépendant pouvant certifier le tirage exact d'un journal au Mexique.
Le prix de vente de la Jornada est de 10 pesos prix relativement élevé si on le compare au salaire minimum quotidien du district fédéral qui est fixé en 2024 à 248,93 pesos.

## Ligne éditoriale
La ligne éditoriale de La Jornada se situe du centre-gauche à la gauche, voire à l'extrême gauche selon les opinions.
Depuis plusieurs années, ce quotidien est connu pour ses caricaturistes et pour ses critiques envers l'ancien gouvernement mexicain du Parti révolutionnaire institutionnel (PRI). Depuis sa création La Jornada relaie les problèmes sociaux du pays.
Jusqu'à 2006 et la fin de la présidence de Vicente Fox, La Jornada s'est vivement opposée à la politique pratiquée par le Parti action nationale (PAN), les principales critiques visant les réformes de Vicente Fox concernant la libéralisation économique.
La Jornada a par ailleurs toujours manifesté une sympathie pour le mouvement zapatiste, se faisant le relais de ses revendications, ainsi que pour le PRD (issu d'une scission du PRI) et pour Andrés Manuel López Obrador. Lors des élections de 2006 le quotidien a pris position en sa faveur, mais il a pris quelque distance récemment, lui reprochant d'utiliser les mêmes méthodes que le PRI[réf. nécessaire].
Plusieurs figures de l'altermondialisme donnent régulièrement des articles à La Jornada, comme le sous-commandant Marcos, l'Américain Noam Chomsky, qui considère ce journal comme  étant « peut-être le seul journal vraiment indépendant de l'hémisphère» , ou le Portugais José Saramago. Fidel Castro y a écrit de nombreux articles.
En 2006, le quotidien a été l'un des plus importants relais des évènements d'Oaxaca. La Jornada a suivi depuis le début la grève des professeurs appartenant à la SNTE, puis la révolte et l'Assemblée populaire des peuples d'Oaxaca (APPO).
Il s'est fait également le relais des affaires de corruption qui ont ébranlé la SNTE et son ex-présidente Elba Esther Gordillo.
En mai 2017, le journaliste Javier Valdez de La Jornada est assassiné. Il était connu pour ses enquêtes concernant le trafic de drogue.

## Mise en ligne
En 1995, La Jornada commence à publier une version de son quotidien sur le Web. Tout le contenu ainsi que les archives du journal sont mis gratuitement à la disposition des internautes. Son site Web est hébergé par l'Université nationale autonome du Mexique.